# Givi Dmitrijevics Csoheli
Givi Dmitrijevics Csoheli (grúzul: გივი ჩოხელი, oroszul: Гиви Дмитриевич Чохели; Telavi, 1937. június 27. – Tbiliszi, 1994. február 25.) Európa-bajnok grúz labdarúgó, edző.
A szovjet válogatott tagjaként részt vett az 1960-as Európa-bajnokságon és az 1962-es világbajnokságon.

## Sikerei, díjai
Dinamo Tbiliszi
- Szovjet bajnok (1): 1964

Szovjetunió
- Európa-bajnok (1): 1960